# Væren og tid
Væren og tid (tysk: Sein und Zeit, 1927) er en afhandling af Martin Heidegger omhandlende spørgsmålet om væren, offentligtgjort i Jahrbuch für Philosophie und phänomenologische Forschung.
Trods bogens hurtige tilblivelse, og selvom Heidegger aldrig færdiggjorde det projekt, som teksten var et udkast til, vedbliver den at være hans mest betydningsfulde arbejde og har haft dybtgående indflydelse på vestlig filosofi i det 20. århundrede, bl.a. for eksistentiel filosofi, hermeneutik og dekonstruktion.
Afhandlingen blev oversat til dansk og udgivet i 2007 af Christian Rud Skovgaard på forlaget Klim.

## Oversættelser
Med Heideggers særlige metode, der sætter parentes om traditionelle filosofiske begreber og i stedet indfører en række neologismer og sammensatte ord fra det tyske sprog, har Væren og tid voldt oversættere på alle sprog særdeles mange problemer. Sprog som dansk har dog en privilegeret rolle, da mange af Heideggers sproglige opfindelser let virker og ikke forekommer mere fremmede på dansk end tysk.
Til dato findes der 23 færdige oversættelser af Sein und Zeit: på bulgarsk, dansk, engelsk, finsk, fransk, georgisk, græsk, italiensk, japansk, kinesisk, koreansk, kroatisk, nederlandsk, norsk, persisk, polsk, portugisisk, rumænsk, russisk, slovensk, spansk, swahili, svensk, tjekkisk, tyrkisk og ungarsk. Der er forberedende oversættelser til arabisk.